# Trois poisons

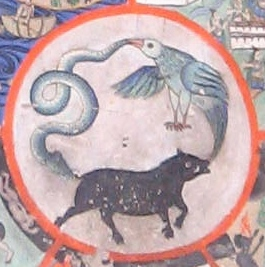
Au centre d’une roue de l'existence karmique (Bhava-cakra) tibétaine sont représentés un porc symbolisant l'ignorance, un serpent, l'aversion et un coq, l'attachement.

Les Trois poisons (sanskrit : triviṣa ; chinois : sāndú 三毒 ; japonais : 三毒 sandoku), « trois venins » ou « trois souillures » (kleshas) sont dans le bouddhisme les racines karmiquement mauvaises (pāli : akusala-mūla) qui conduisent à dukkha :
- Moha ou avidyā : l'égarement ou ignorance ;
- Rāga (pāli : taṇhā, lobha) : la soif, avidité, convoitise ;
- Dveṣa (pāli : dosa) : l'aversion, haine ou colère.

Ces trois poisons sont associés à trois animaux :
- le porc symbolise l'ignorance ;
- le coq, l'attachement ;
- le serpent, l'aversion.

Certaines écoles en ajoutent deux : la jalousie et l'orgueil.
Selon le Bouddha, les causes de la souffrance humaine peuvent être trouvées dans l'incapacité à voir correctement la réalité. Cette ignorance, et les illusions qu'elle entraîne, conduisent à l'avidité, au désir de posséder davantage que les autres, à l'attachement et à la haine pour des personnes ou des choses.
Sa philosophie affirme que la souffrance naît du désir ou de l'envie. C'est en s'en libérant qu'il serait parvenu au nirvāṇa.
Selon le 14e dalaï-lama, d'après les représentations iconographiques, on constate que le serpent et le coq sortent de la gueule du porc, cela semblerait indiquer que l'ignorance est la racine des deux autres poisons.
Certains Caitasika ou facteurs mentaux vertueux peuvent être un antidote aux trois poisons.